# Pinus kesiya
Pinus insularis · Pin de Benguet, Pin à trois aiguilles
Espèce
Statut de conservation UICN

 LC  : Préoccupation mineure
Le Pin de Benguet, Pin à trois aiguilles ou Baguio pine en anglais (Pinus insularis), est une espèce de pin originaire du Sud-Est asiatique (Philippines, Thaïlande, Malaisie).

Les anglophones le nomment aussi Benguet pine ou kesiya pine ou encore Three-needled Pine. Son nom anglais Khasi Pine vient des Khasi hills en Inde.

## Origine et répartition

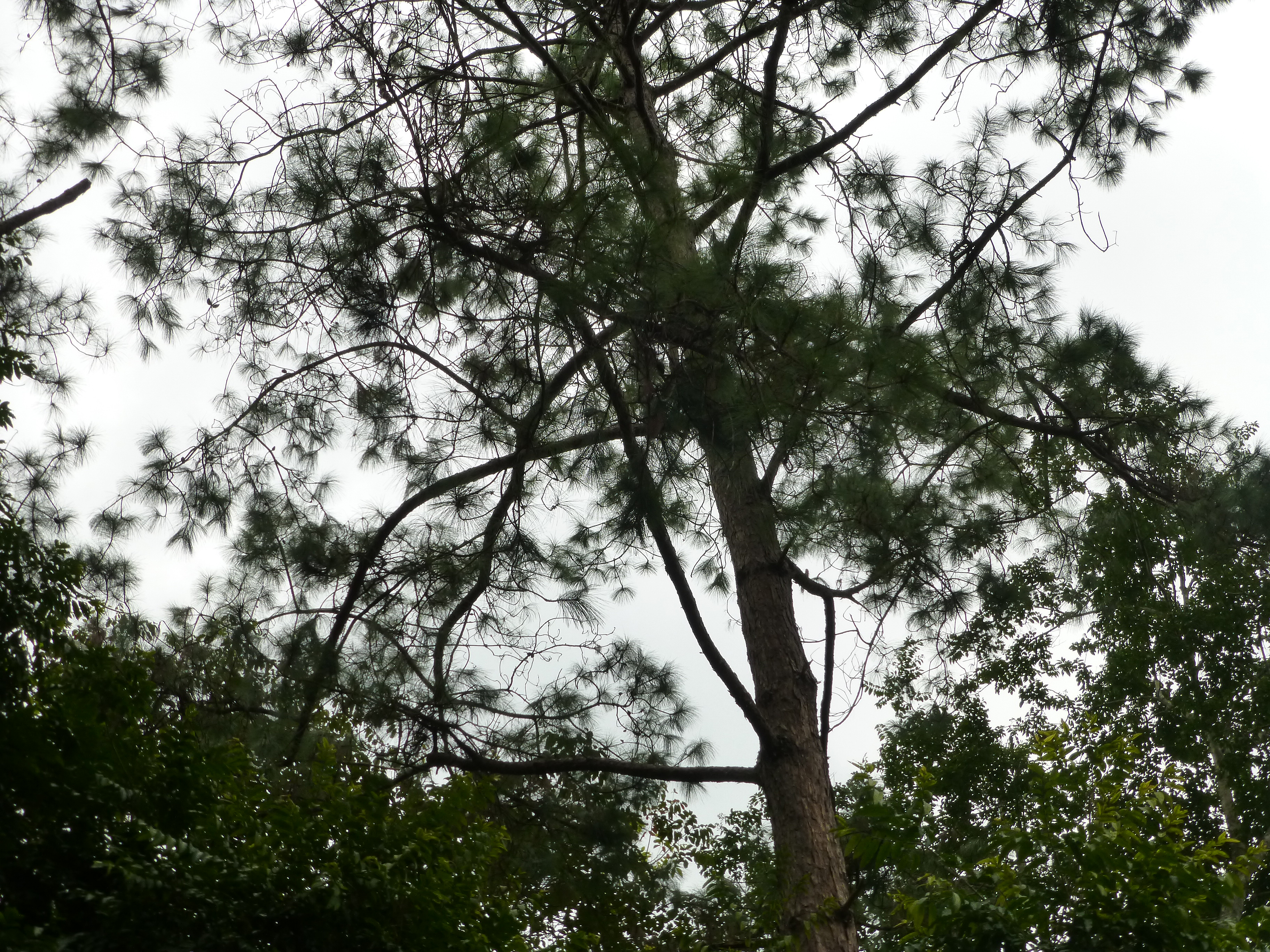
Pin à trois aiguilles ou Pin de Benguet, au Jardin botanique de la reine Sirikit, en Thaïlande.

C'est l'un des pins les plus communs en Inde et Asie du Sud-Est. Il est présent des montagnes Khasi du Nord-Est de l'État indien du Meghalaya d'où il aurait été exporté vers la Thaïlande, la Birmanie, le Laos, l'extrême Sud-Est de la Chine, le Vietnam et les Philippines.
Les plantations sont les plus denses en Inde et en Birmanie, mais ses populations sont éparses dans son aire naturelle de répartition. Aux Philippines, il est surtout présent dans la province de Benguet (région de Luçon), où il est devenu l'espèce dominante des forêts tropicales et locales de pins. 
La ville de Baguio est surnommée « la ville des pins », en raison de la forte présence de cet arbre.
Les Néerlandais et Anglais l'ont introduit au XIXe ou XXe siècle en Afrique du Sud. On le cultive aussi en Amérique du Sud.
Pinus insularis est considéré comme synonyme ou comme désignant une espèce conspécifique de P. kesiya. Son nom commun francophone vient de celui de la province des Philippines nommée Benguet où il est encore cultivé et utilisé comme essence décorative,. Son nom scientifique est Pinus insularis. Les pins philippins seraient originaire des zones d'altitude cernant la ville de Benguet (Baguio pour les anglophones) dans une province montagneuse des Philippines. On ignore encore si ces arbres sont autochtones ou s'ils ont dans le passé été importés d'Inde.

## Noms locaux
Localement, cet arbre est appelé :
- birman : ထင်းရှူး (tʰí̃ yú)
- laotien : ຄົວ (kʰúa)
- thaïlandais : สนสามใบ
- vietnamien : thông ba lá.

## Description

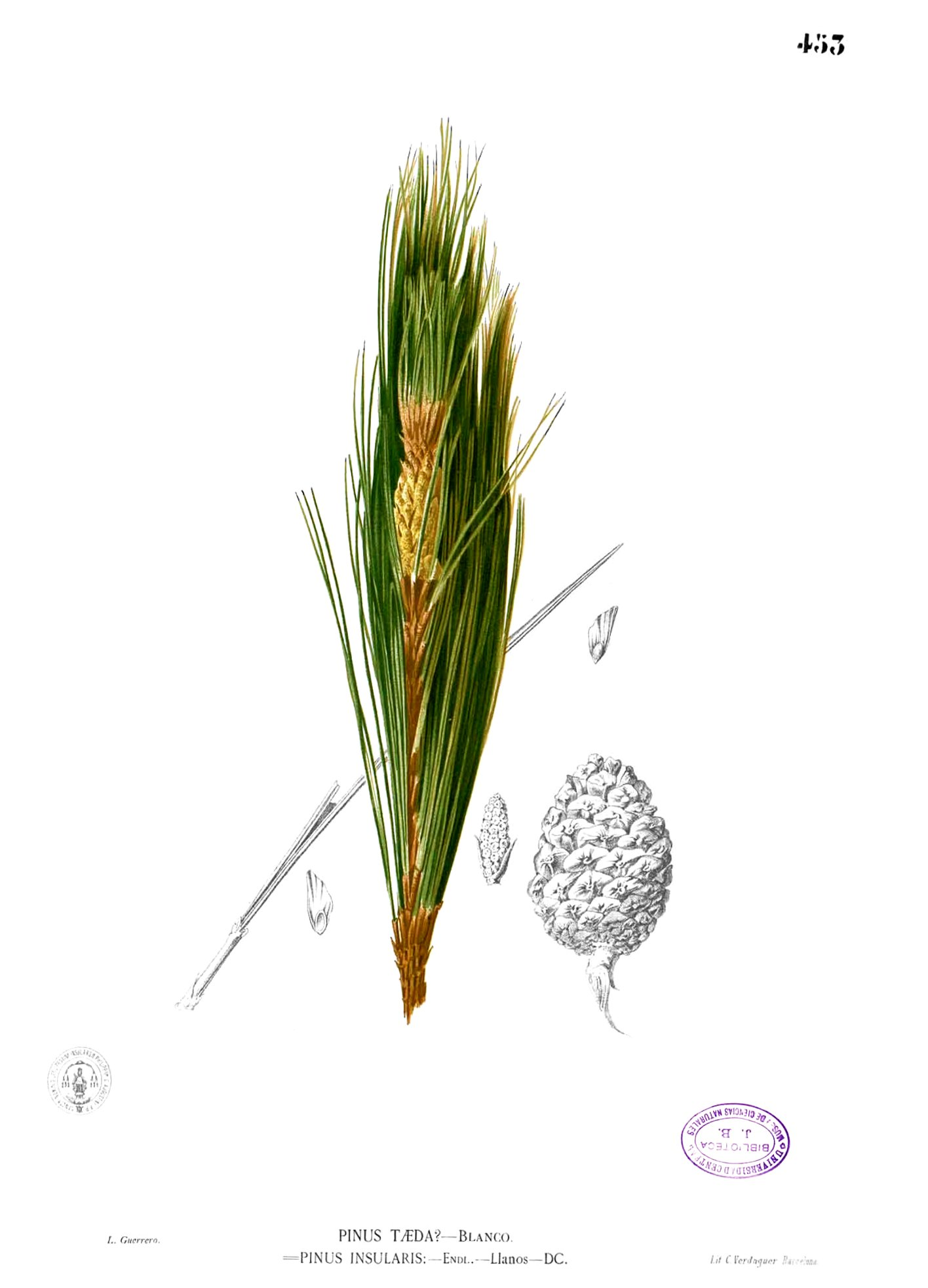

- C'est un pin qui peut atteindre et dépasser les 20 mètres de hauteur 30 à 35 m dans de bonnes conditions et quand on ne le coupe pas trop tôt.
- Son tronc est droit et tubulaire protégé par une écorce épaisse, brun foncé, irrégulièrement écaillée et profondément fissurée dans le sens de la longueur.
- Son bois présente de nombreux canaux de résine.
- Les branches s'étalent et sont plus longues à la base, alors qu'elles sont plus courtes et s'élèvent vers le ciel en hauteur.
- Les aiguilles sont groupées en fascicules par trois et munies à leur base d'une gaine persistantes. Elles sont vert foncé et mesurent jusqu'à 22 cm de long.
- La pollinisation intervient au milieu du printemps, à maturité des cônes (18-20 mois après leur apparition).
- Les cônes, présents seuls ou en paire, sont ovoïdes et bruns. Ils mesurent de 5 à 9 cm de long, pour un diamètre de 3 à 5 cm. Ils sont parfois incurvés ou tordus. Les graines sont ailées, longues de 6 à 7 mm et leur aile large de 1.5 à 2.5 cm. Les écailles de la pomme de pin sont à la seconde année dures, l'umbo est un peu convexe parfois terminé par une pointe épineuse. Les écailles présentent des rides transversales et longitudinales dans le milieu de l'écaille.

## Usage médicinal aux Philippines

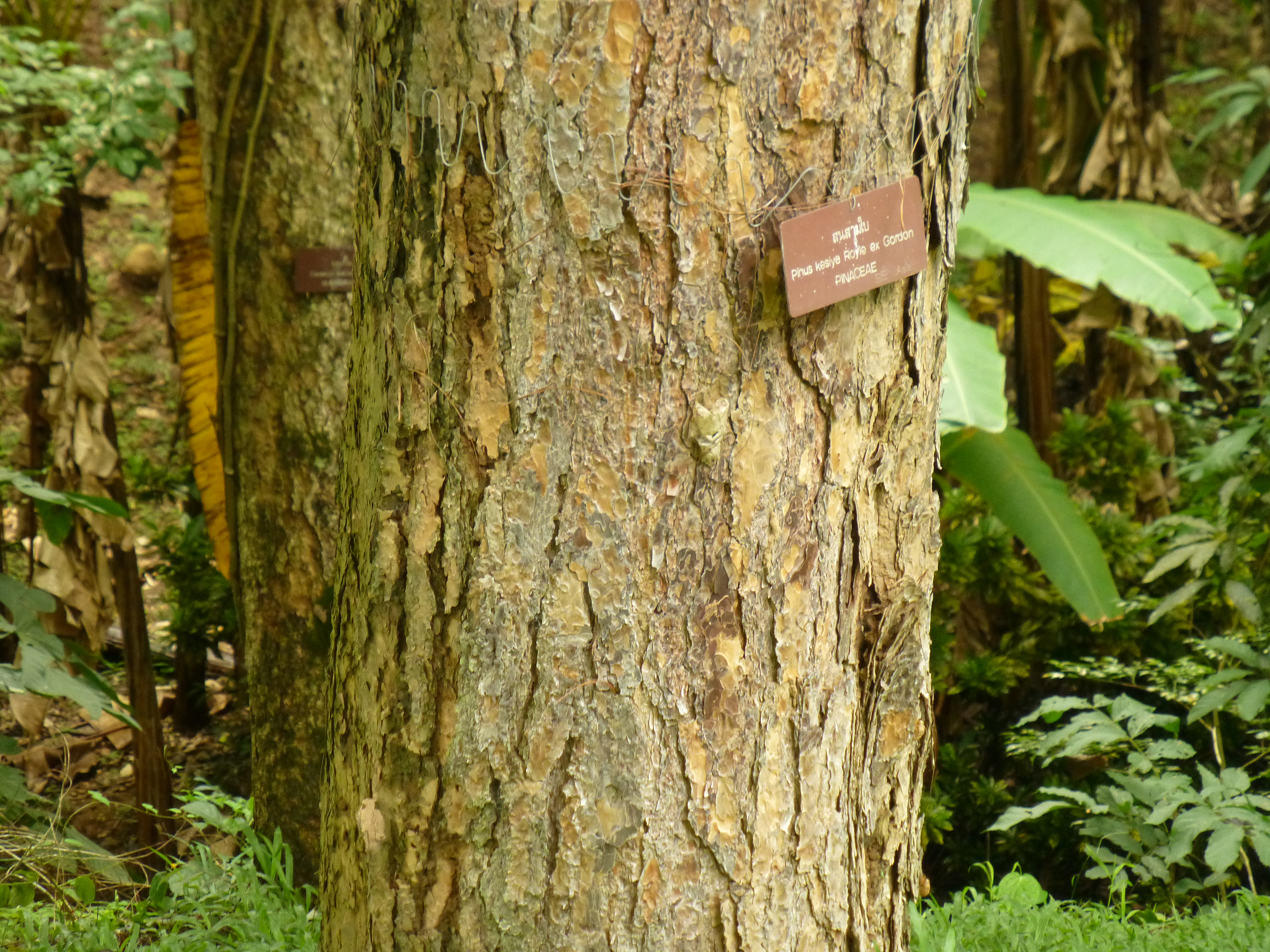
Tronc d'un pin à trois aiguilles, Jardin botanique de la reine Sirikit, Thaïlande

Parties utilisées : aiguilles, écorce, résine.

### Propriétés et constituants
- les études phytochimiques attribuent ses vertus à un monoterpène, l'alpha-pinène auquel on attribue des vertus anti-acnéiques, anti-infectieuses pour les poumons, expectorantes, insecticides et tranquillisantes.
- on en extrait une huile essentielle qui contient du da-pinene (nitrosochloride, amine nitrobenzyl-) et B-pinène (acide nopinique).
- Il contient d'autres terpènes dont l'acide abiétique (diterpénoïdes Abietane) très commun dans la famille Pinaceae.

## Usages
- outre d'arbre décoratif, il sert de source de bois d'œuvre (caisses, planches, pâte à papier). On a produit avec son bois des électrodes temporaires en charbon de bois, et sa résine a servi de source d'essence ou « huile de térébenthine » aux Philippines (surtout durant la période coloniale), d'essence décorative, de source de médicament[5].

## Aspectsécopaysagers

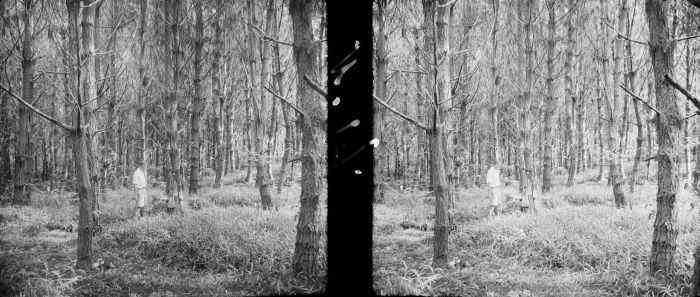
Expérience néerlandaise de remplacement de la forêt naturelle par des plantations de pins de Benguet (photo stéréoscopique prise en 1935, 11 ans après plantation), sur les hautes-terres de la côte Est de Sumatra. Ce pin, quand il est présent en populations monospécifiques, appauvrit considérablement les écosystèmes

Ce pin qui apprécie la pleine lumière, s'adapte aux sols pauvres et croît rapidement a été mis en culture dans le cadre de sylvicultures monospécifiques, équiennes et intensives, en Indonésie notamment (lors d'opération de reboisements par les colons néerlandais, au début du XXe siècle).

Comme cela est fréquent sous les monocultures de résineux, on a ensuite montré qu'il induisait une forte chute de la biodiversité sous son couvert (seulement 132 espèces de plantes vasculaires trouvées dans une forêt indonésienne plantée de Pinus insularis de 68 725 ha), alors qu'en Indonésie, sous les forêts naturelles proches, cette biodiversité est parmi les plus élevées au monde,, et localement même la plus élevée jamais mesurée en forêt